# Alfons Maria Jakob
Alfons Maria Jakob (ur. 2 lipca 1884 w Aschaffenburgu, zm. 17 października 1931 w Hamburgu) – niemiecki lekarz neurolog i neuropatolog. Niezależnie od Hansa Gerharda Creutzfeldta opisał chorobę znaną dziś jako choroba Creutzfeldta-Jakoba.

## Życiorys
Urodził się 2 lipca 1884 roku w Aschaffenburgu jako syn właściciela sklepu. Studiował medycynę na Uniwersytecie Ludwika i Maksymiliana w Monachium, Uniwersytecie Fryderyka Wilhelma w Berlinie i Uniwersytecie w Strasburgu. Następnie pracował w Klinice Psychiatrycznej w Strasburgu u Roberta Wollenberga, 13 lipca 1909 roku obronił swoją dysertację doktorską. Między grudniem 1909 a listopadem 1911 był lekarzem-wolontariuszem (Volontärarzt) i asystentem (Assistenzarzt) w klinice psychiatrycznej w Monachium u Emila Kraepelina, gdzie miał sposobność pracy razem z Franzem Nisslem oraz Aloisem Alzheimerem. W 1911 roku wyjechał do hamburskiego Friedrichsberg (obecnie Schön Klinik Hamburg Eilbe), dużego ośrodka psychiatrycznego prowadzonego przez Wilhelma Weygandta, gdzie podjął pracę w laboratorium anatomicznym Theodora Kaesa. Wkrótce został szefem laboratorium anatomii patologicznej szpitala, a po śmierci Kaesa w 1913 roku zastąpił go na stanowisku prosektora (w czerwcu 1914 roku). Po przerwie przypadającej na lata I wojny światowej, kiedy służył w armii jako szef oddziału neurologiczno-psychiatrycznego szpitala polowego w Brukseli, powrócił do Hamburga i w styczniu 1920 roku habilitował się z neurologii, a w marcu 1924 roku został profesorem nadzwyczajnym. Od stycznia 1919 roku prowadził też prywatną praktykę w Hamburgu. 
Jego uczniami byli Onari, Kashida, Hayashi, Robustow, Schükri, Alpers, Davidoff, Globus, Grinker, Rabiner, Winkelman.
Przez ostatnie siedem lat życia cierpiał na przewlekłe zapalenie kości. Ostatecznie powstał ropień zaotrzewnowy powikłany niedrożnością porażenną i posocznicą gronkowcową. Po nieudanej operacji Jakob zmarł. Wspomnienia pośmiertne poświęcili mu Globus, Lüthy, Josephy i Weygandt.

## Dorobek naukowy
Prace Jakoba dotyczyły różnych aspektów neuropatologii: zajmował się urazowymi uszkodzeniami mózgu, a także neuropatologią  ataksji Friedreicha i stwardnienia rozsianego. Jako pierwszy opisał chorobę Alpersa i, niezależnie od Hansa Gerharda Creutzfeldta, chorobę znaną dziś jako choroba Creutzfeldta-Jakoba. Gdy wykładał w Ameryce Północnej i Południowej, napisał pracę o neuropatologicznych aspektach żółtej febry. Na zaproszenie brazylijskiego rządu przez trzy miesiące prowadził kurs neuropatologii w Rio de Janeiro. Wykładał też w Buenos Aires, Santiago i Montevideo.

## Wybrane prace
- Über die feinere Histologie der sekundären Faserdegeneration in der weissen Substanz des Rückenmarks (mit besonderer Berücksichtigung der Abbauvorgänge), 1912
- Experimentelle Untersuchungen über die traumatischen Schädigungen des Zentralnervensystems (mit besonderer Berücksichtigung der Commotio cerebri und Kommotionsneurose), 1912
- Die extrapyramidalen Erkrankungen: mit besonderer Berüchsicktigung der pathologischen Anatomie und Histologie und der Pathophysiologie der Bewegungsstörungen. Monographien aus dem Gesamtgebiete der Neurologie und Psychiatrie, Berlin, 1923
- Normale und pathologische Anatomie und Histologie des Grosshirns. Leipzig, 1927-1928
- Das Kleinhirn. W: Handbuch der mikroskopischen Anatomie. Berlin, 1928
- Die Syphilis des Gehirns und seiner Häute. W: Oswald Bumke (Hrsg.): Handbuch der Geisteskrankheiten. Berlin, 1930